# Cumingia californica
Cumingia californica är en musselart som beskrevs av Conrad 1837. Cumingia californica ingår i släktet Cumingia och familjen Semelidae. Inga underarter finns listade i Catalogue of Life.